# Nectandra pseudocotea
Nectandra pseudocotea es una especie de fanerógama en la familia de Lauraceae. 
Es endémica de Perú. Está amenazada por destrucción de hábitat. 

## Fuente
- World Conservation Monitoring Centre 1998. Nectandra pseudocotea. 2006 IUCN Lista Roja de Especies Amenazadas; 22 de agosto de 2007

- Datos: Q1330378